# Шлунеггер, Ивонн
Ивонн Шлуне́ггер (нем. Yvonne Schlunegger, в замужестве Ивонн За́нер-Шлуне́ггер, нем. Yvonne Zahner-Schlunegger) — швейцарская кёрлингистка.

## Достижения
- Чемпионат Европы по кёрлингу: бронза (2000).
- Чемпионат Швейцарии по кёрлингу среди женщин: золото (2000, 2010).
- Континентальный Кубок по кёрлингу (в составе команды «Европа»): серебро (2004).

## Команды
| Сезон                                          | Четвёртый           | Третий          | Второй           | Первый                | Запасной                                             | Турниры                      |
| ---------------------------------------------- | ------------------- | --------------- | ---------------- | --------------------- | ---------------------------------------------------- | ---------------------------- |
| 1998—99                                        | Надя Хойер          | Кармен Кюнг     | Сибил Бахофен    | Вера Хойер            | Ивонн Шлунеггер тренер: Marianne Wenger              | ЧЕ 1998 (4 место)            |
| 1999—00                                        | Надя Хойер          | Кармен Кюнг     | Сибил Бахофен    | Вера Хойер            | Ивонн Шлунеггер                                      | ЧШЖ 2000                     |
| 2000—01                                        | Надя Хойер          | Кармен Кюнг     | Сибил Бахофен    | Вера Хойер            | Ивонн Шлунеггер тренер: Marianne Wenger              | ЧЕ 2000 · ЧМ 2001 (10 место) |
| 2004—05                                        | Люция Эбнётер       | Кармен Кюнг     | Ивонн Шлунеггер  | Лоранс Бидо           |                                                      | ККК 2004                     |
| 2007—08                                        | Биния Фельчер-Беели | Сандра Аттингер | Ивонн Шлунеггер  | Коринн Буркин         |                                                      |                              |
| 2009—10                                        | Биния Фельчер-Беели | Коринн Буркин   | Sibille Buhlmann | Сандра Рамштайн       | Ивонн Шлунеггер, Хайке Шваллер тренер: Гауденц Беели | ЧШЖ 2010                     |
| Кёрлинг среди смешанных команд (mixed curling) |                     |                 |                  |                       |                                                      |                              |
| 2012—13                                        | Björn Zryd          | Мартина Бауман  | Stefan Maurer    | Ивонн Занер-Шлунеггер |                                                      | ЧШСК 2013 (7 место)          |

(скипы выделены полужирным шрифтом)